# بانک مسکن

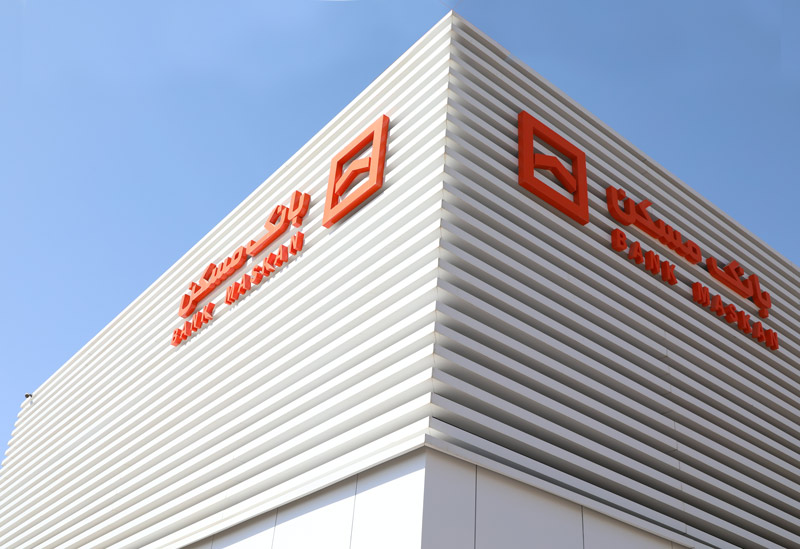
بانک مسکن

بانک مسکن بانک دولتی ایرانی است، که به‌عنوان چهارمین بانک ایرانی شناخته می‌شود و در زمینه ارائه خدمات بانکداری خرد، بانکداری سرمایه‌گذاری و ارائه تسهیلات مسکن فعالیت می‌کند.  نام قدیمی این بانک رهن بوده است. 
بانک مسکن اکنون مالک شبکه‌ای از ۱۱۷۹ شعبه بانک در سراسر ایران است. شعبه مرکزی این بانک در تهران قرار دارد. بانک مسکن در سال مالی ۱۳۹۱ با درآمدی بالغ بر ۱۰ هزار میلیارد تومان، در فهرست ۱۰۰ شرکت برتر ایران، در رتبه هفتم قرار داشت. وزارت خزانه‌داری آمریکا در ۸ اکتبر ۲۰۲۰، بانک مسکن را تحریم کرد.

## تاریخچه
قبل از انقلاب ۱۳۵۷، از ۳۶ بانک فعال در کشور ۸ بانک دارای مالکیت دولتی، ۱۶ بانک دارای مالکیت خصوصی ایرانی و ۱۲ بانک دارای مالکیت مختلط ایرانی و خارجی بودند. پس از انقلاب ۱۳۵۷ در تاریخ ۱۷ خردادماه ۱۳۵۸ شورای انقلاب، بانک‌های کشور را ملی اعلام کرد، سپس برخی از بانک‌ها در یکدیگر ادغام شدند.
بر اساس طرح ادغام بانک‌ها (مصوب ۱۳۵۸/۰۳/۱۷ شورای انقلاب اسلامی)، بانک مسکن در همان سال از ادغام بانک‌های رهنی ایران، ساختمان، شرکت سرمایه‌گذاری‌های ساختمانی بانک‌های ایران و ۱۳ شرکت پس‌انداز و وام مسکن (کوروش، اکباتان، پاسارگاد در تهران و سایر مراکز استان‌ها از جمله همدان، کرمانشاه، مازندران، گرگان، سمنان و آبادان) تشکیل شد.

### تحریم
وزارت خزانه‌داری آمریکا در ادامه تحریم‌های جمهوری اسلامی در ۸ اکتبر ۲۰۲۰، ۱۸ بانک در ایران از جمله بانک مسکن را در فهرست سیاه قرار داد و تحریم کرد.

## سرمایه
سرمایه بانک مسکن ۸۰٬۷۳۵٬۱۳۴٬۰۰۰٬۰۰۰ ریال است که از مجموع سرمایه بانک‌های رهنی ایران، بانک ساختمان، شرکت سرمایه‌گذاری ساختمانی بانک‌های ایران و شرکت‌های پس‌انداز و وام مسکن کورش بزرگ، اکباتان، پاسارگاد و در شهرستان‌ها، شرکت‌های پس‌انداز مسکن و وام مسکن مشهد، تبریز، شیراز، اصفهان، اهواز، گیلان، کرمانشاه، همدان، مازندران، گرگان، رضائیه (ارومیه)، سمنان، آبادان تشکیل و به ۸٬۰۷۳٬۵۱۳٬۴۰۰ سهم ده هزار ریالی تقسیم شده‌است. سرمایه مذکور تماماً متعلق به دولت و نقداً پرداخت شده‌است.

## فعالیت‌ها
علاوه بر خدمات بانکی نوین، پرداخت انواع تسهیلات خرید، ساخت و تعمیر مسکن، امتیاز صندوق پس‌انداز خاص بانک مسکن (با سپرده گذاری) می‌باشد و مهم‌ترین فعالیت این بانک در بخش مسکن است. سایر فعالیت‌های این بانک در راستای اهداف بانک مرکزی ایران همانند سایر بانک‌ها تعریف شده‌است. بانکداری توسعه‌ای به عنوان بانکی تخصصی در حوزه مسکن و ساخت و ساز و باهدف افزایش خدمات‌رسانی عمومی و افزایش رضایتمندی هموطنان عزیز و توسعه و رونق اقتصاد کشور، از سیاست‌ها و اهداف کلان بانک مسکن در سال‌های آتی به‌شمار خواهد رفت.

## اوراق گواهی حق تقدم استفاده از تسهیلات بانک مسکن (تسه)

### اوراق گواهی حق تقدم مسکن
این اوراق که به تسه مشهور است درواقع یک حق امتیاز برای دریافت وام مسکن است. بانک مسکن برای جذاب‌تر کردن سپرده‌گذاری در این بانک نسبت به بانک‌های دیگر علاوه بر دادن سود با شرایط خاصی به مشتریان اوراق هم می‌دهد. با هر برگ اوراق می‌توان از بانک مسکن ۵۰۰ هزار تومان وام بگیرید.
این اوراق پیش تر در شعب بانک مسکن و تحت یک بازار غیرمسنجم معامله می‌شد که پس از پذیرش این اوراق در فرابورس، در عمل معامله این اوراق شکلی رسمی و ضابطه‌مند به خود گرفت.
هم‌اکنون این اوراق از قابلیت نقدشوندگی و شفافیت بالاتری به لحاظ معاملاتی نسبت به ادوار گذشته برخوردار هستند. تنها تفاوت اوراق پذیرفته شده در فرابورس با اوراق پیشین قابل معامله در شعب این است که هر یک از اوراق فعلی، امکان اخذ ۵۰۰ هزار تومان تسهیلات را برای خرید فراهم می‌کند که به همین دلیل قیمت این اوراق در فرابورس، نصف قیمت معامله اوراق در شعب است. به بیان دیگر خرید این اوراق می‌تواند حداکثر تا ۴۰ برگه برای خرید یک واحد مسکونی اختصاص دهد.

### نحوه خرید اوراق گواهی حق تقدم مسکن
نحوه خرید نیز به این صورت است که در ابتدا کپی شناسنامه و کارت ملی خریدار لازم است تا در اسرع وقت نسبت به گرفتن کد بورسی اقدام شود سپس بعد از گرفتن کد خرید اوراق انجام می‌شود. کل زمانی که صرف گرفتن کد تا خرید می‌شود ۴ روز کاری است، بعد از تحویل اوراق به نزدیک‌ترین بانک مسکن محل خرید مراجعه و تشکیل پرونده می‌دهید؛ مراحل بانکی به عهده خریدار اوراق است.
زمان تشکیل پرونده و مراحل بانکی معمولاً از ۲ هفته تا ۱ ماه طول می‌کشد. مبلغ وام دریافتی نیز روز محضر به صورت چک بانکی توسط نماینده بانک مسکن به خریدار آپارتمان تحویل داده می‌شود. این اوراق به صورت برگه‌های یک میلیون تومانی و پانصد هزار تومانی صادر می‌شود. خریدار این اوراق نیز می‌تواند با ارائه این اوراق به بانک مسکن از وام مسکن جهت خرید آپارتمان و ساخت آن استفاده نماید.

## مدیریت ارشد
در حال حاضر علی خورسندیان مدیرعامل بانک و جعفر آقاملایی، سید محسن فاضلیان، صابر عسکرپور، و علی کمالی اعضای هیئت مدیره این بانک هستند.

### مدیران عامل بعد از انقلاب اسلامی
| سال خدمت    | مدیرعامل                 |
| ----------- | ------------------------ |
| ۶۰_۱۳۵۸     | عبدالله ابتهاج           |
| ۱۳۶۰−۶۱     | احمد عزیزی               |
| ۱۳۶۱−۶۳     | جواد بستانیان            |
| ۱۳۶۳−۶۵     | عبدالله ابتهاج (بار دوم) |
| ۱۳۶۵−۶۸     | اکبر رضاقلی              |
| ۱۳۶۸−۸۴     | احمد فرشچیان             |
| ۱۳۸۴−۸۹     | حسن کاری                 |
| ۱۳۸۹−۹۲     | قدرت‌الله شریفی           |
| ۱۳۹۲−۹۶     | محمدهاشم بت‌شکن           |
| ۱۳۹۶−۹۹     | ابوالقاسم رحیمی‌انارکی    |
| ۱۳۹۹−۱۴۰۱   | محمود شایان              |
| ۱۴۰۱−۱۴۰۲   | علی عسگری (سرپرست)       |
| ۱۴۰۲−۱۴۰۳   | سید عباس حسینی           |
| تاکنون−۱۴۰۳ | علی خورسندیان            |

ابوالقاسم رحیمی‌انارکی از ۲۶ دی ۱۳۹۶ تا هنگام مرگ در ۷ اردیبهشت ۱۳۹۹ مدیرعامل بانک مسکن بود.

## وضعیت کنونی
بانک مسکن با شبکه گسترده خود در سطح کشور به عنوان بنگاه اقتصادی معتبر علاوه بر تولید مسکن و پرداخت تسهیلات در بخش مسکن (خرید مسکن، ساخت و تعمیر واحدهای مسکونی) در دیگر بخش‌ها نیز خدمات تسهیلات مضاربه در بخش خدمات و بازرگانی، اجاره به شرط تملیک جهت خرید و تهیه مطب پزشکان، دفتر کار وکلا، دفاتر خدمات مهندسی و خرید تجهیزات پزشکی، همچنین با انواع خدمات بانکی نظیر افتتاح حساب جاری، صدور انواع ضمانت نامه‌ها، حواله‌جات، امور ارزی، اعتبار اسنادی و خدمات الکترونیکی فعالیت می‌نماید. پرداخت تسهیلات خرید یا ساخت مسکن تا سقف ۱۶۰ میلیون تومان در قالب سپرده صندوق مسکن یکم با نرخ ۸ درصد برای زوجین در شهر تهران و ۶ درصد در بافت فرسوده، مزیت رقابتی مطلوبی را نسبت به سایر بانک‌ها برای بانک مسکن ایجاد نموده‌است. همچنین پرداخت تسهیلات تا سقف ۵۰ میلیون تومان با نرخ هفده و نیم درصد در سال ۹۵ و بدون نیاز به سپرده در شهرهای بالای ۲۰۰هزار نفر و مراکز استان‌ها مزیتی ایدئال برای تمامی هم میهنانی که آرزوی داشتن سرپناهی مستقل را دارند، به‌شمار می‌رود.
به‌طور کامل تر تسهیلات خرید مسکن بانک مسکن را می‌توان بدین شرح عنوان نمود:(ارقام به تومان)
- تسهیلات خرید مسکن از محل اوراق حق تقدم استفاده از تسهیلات مسکن با نرخ ۱۷٫۵ درصد:

انفرادی: تهران ۲۰۰ میلیون، مراکز استان‌ها و شهرهای بالای ۲۰۰هزار نفر جمعیت ۱۶۰ میلیون و سایر شهرها ۱۲۰ میلیون تومان
زوجین تهران ۴۰۰ میلیون، مراکز استان‌ها و شهرهای بالای ۲۰۰ هزار نفر ۳۲۰ میلیون و سایر شهرها ۲۴۰ میلیون تومان
- تسهیلات خرید مسکن از محل صندوق مسکن یکم با نرخ ۸ درصد (این حساب از تاریخ ۱۳۹۹/۰۹/۰۸ افتتاح نمی‌شود):

انفرادی: تهران ۸۰ میلیون، مراکز استان‌ها و شهرهای بالای ۲۰۰ هزار نفر ۶۰میلیون و سایر شهرها ۴۰ میلیون تومان
توضیح: استفاده از مبالغ تسهیلاتی فوق مستلزم طی حداقل یک دوره یکساله و سپرده‌گذاری به میزان ۵۰ درصد تسهیلات می‌باشد. بدیهی است درصورت سپرده‌گذاری با مبالغ کمتر طول دوره انتظار طولانی می‌گردد یا اینکه مبلغ تسهیلات کمتری به مشتری پرداخت می‌گردد.
زوجین: تهران ۱۶۰ میلیون، مراکز استان‌ها و شهرهای بالای ۲۰۰ هزار نفر ۱۲۰ میلیون و سایر شهرها ۸۰ میلیون تومان
همچنین متقاضیان (انفرادی و زوجین) به صورت تلفیقی نیز می‌توانند از این ۲ نوع تسهیلات (اوراق یا صندوق یکم) تا سقف مقرر استفاده کنند.

## بانکداری الکترونیکی
بانک مسکن انواع خدمات الکترونیکی شامل موارد زیر را ارائه می‌کند:
- اینترنت بانک
- همراه بانک
- تلفن‌بانک
- همراه پرداخت پرنا
- سامانه پیشخوان مجازی
- افتتاح حساب غیرحضوری
- بانکداری شرکتی
- رمز پویا
- سرویس انتقال وجه با شناسه واریز
- مسکن کارت
- کارت هدیه عادی
- کارت هدیه سازمانی
- بن کارت
- مسکن کارت تسهیلات
- مسکن کارت گروهی
- مسکن کارت خانواده

## وضعیت شعب
بانک مسکن اکنون دارای بیش از ۱۱۷۵ شعبه در سراسر کشور می‌باشد. جهت پشتیبانی از فعالیت‌های داخل شعب مجموعه‌هایی به نام مدیریت و حوزه تعبیه گردیده‌است. مدیریت‌ها و حوزه‌های تحت نظارت مدیریت‌ها با تحت پوشش قرار دادن کلیه شعب (بجز شعبه مستقل مرکزی تهران) در انجام امور به شعب یاری می‌رسانند. برخی از وظایف مدیریت‌ها پشتیبانی تدارکاتی، سیستمی، مالی و اداری از شعب می‌باشد. اکنون تقسیم‌بندی شعب در مدیریت‌ها با الگوی نواحی جغرافیایی صورت گرفته‌است

## پروژه ساخت شهر ساحلی در بندر ماهشهر
بانک مسکن سرمایه گذاری خیلی بالا برای ساخت بزرگ ترین شهر ساحلی در ایران کرد.

## نگارخانه

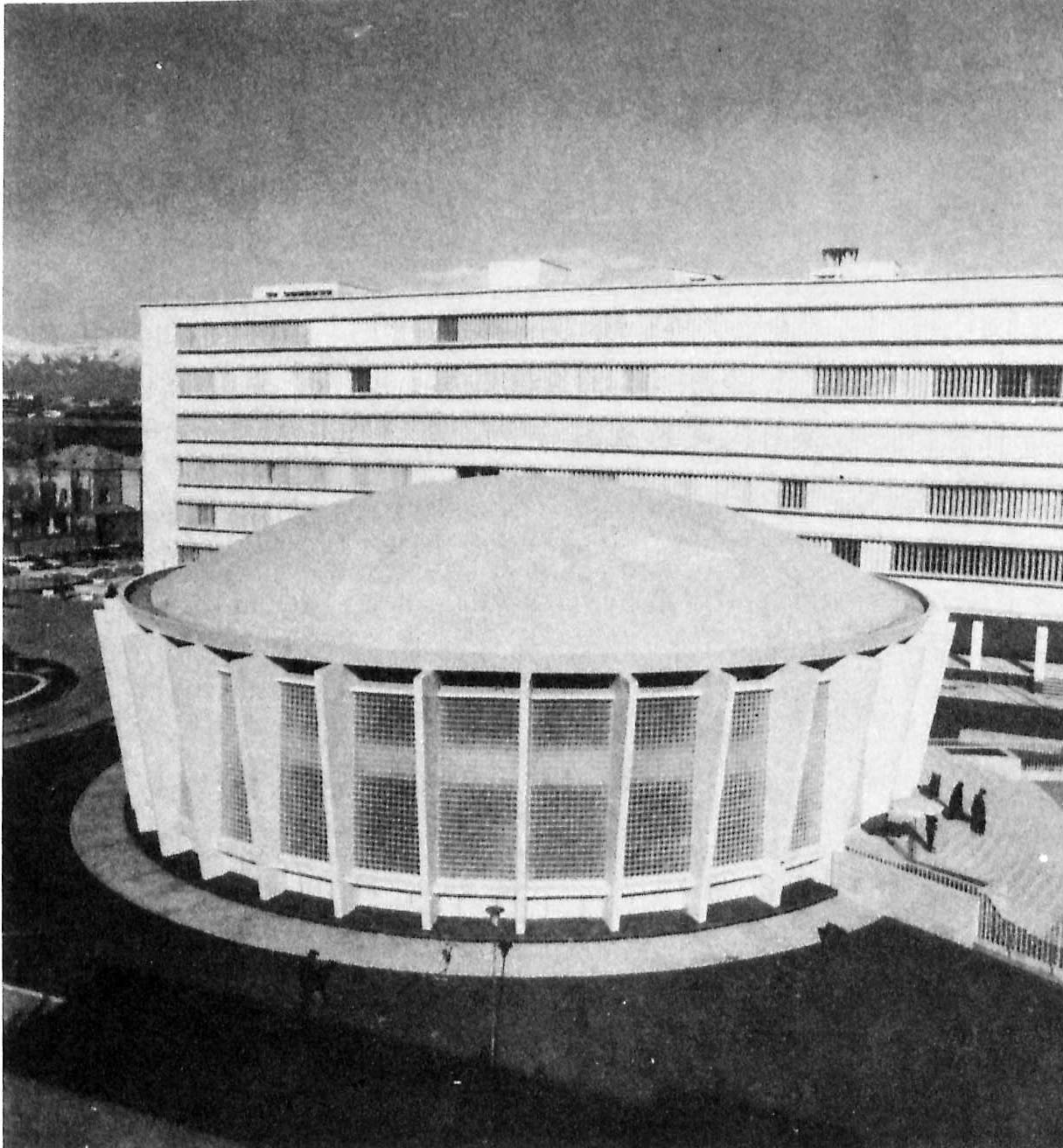
شعبه مرکزی بانک رهنی ایران در خیابان فردوسی تهران
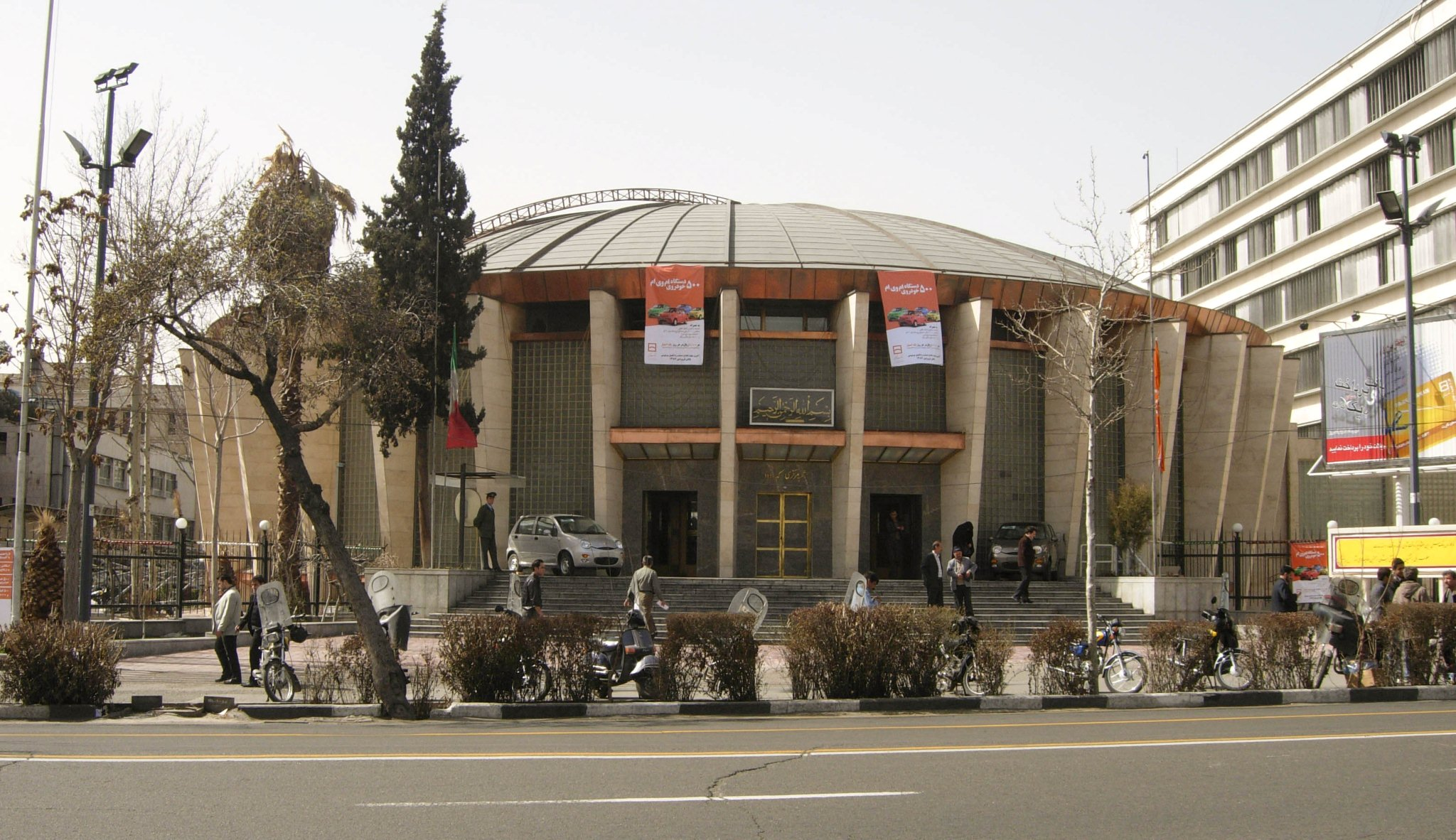
شعبه مرکزی بانک مسکن تهران
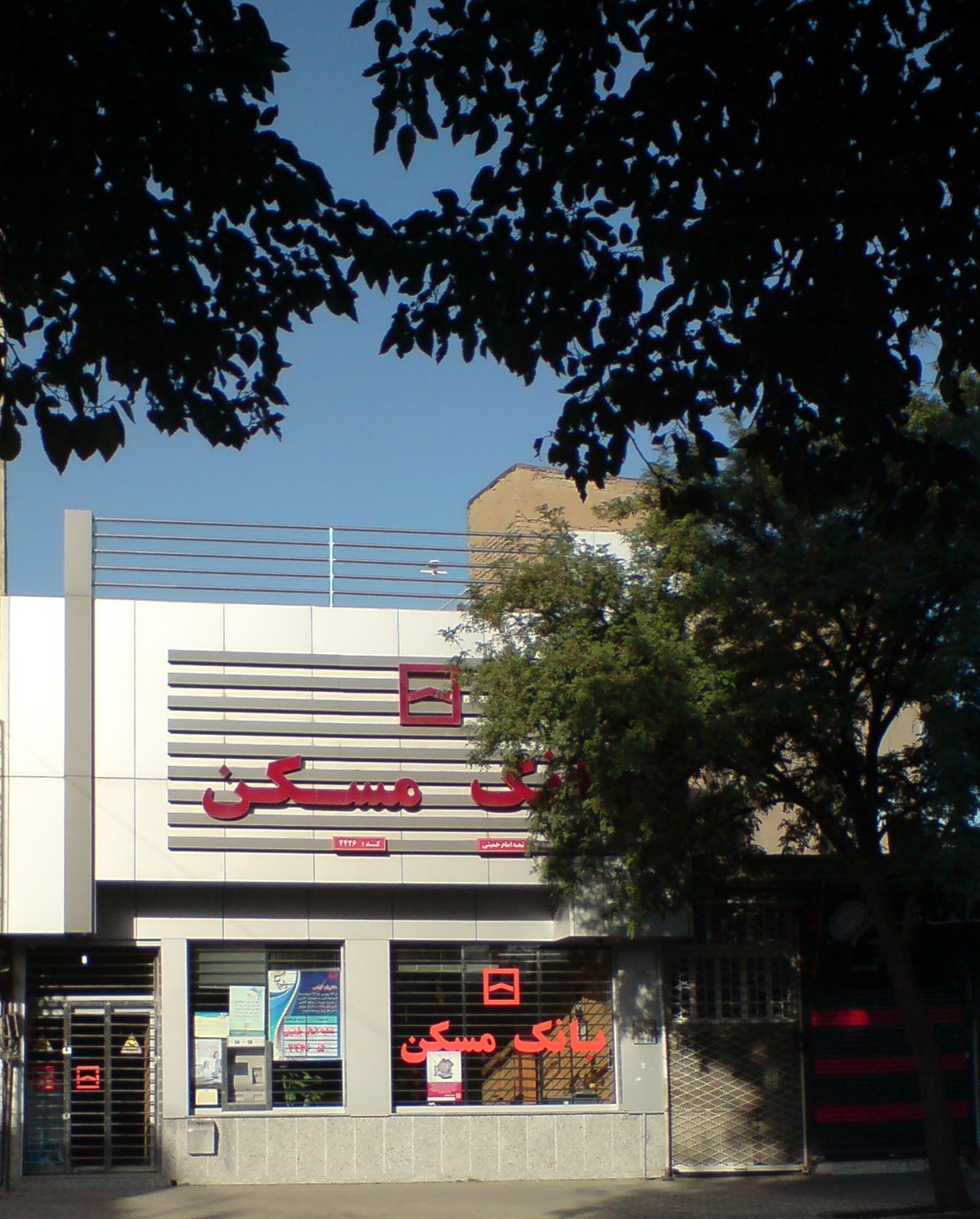
تصویر شعبه بانک مسکن نیشابور